# Сушич, Саво
Саво Сушич (босн. Savo Šušić; род. 27 января 2005, Баня-Лука) — боснийский футболист, защитник клуба «Борац».

## Клубная карьера
Сушич — воспитанник клуба «Борац». 14 мая 2023 года в матче против «Посушье» он дебютировал в чемпионате Боснии и Герцеговины. В своём дебютном сезоне игрок стал чемпионом страны.

## Достижения
Клубные
 «Борац» (Баня-Лука)
- Победитель чемпионата Боснии и Герцеговины — 2023/2024